# 尹忠显
尹忠显（1944年1月—），男，山东青州人，中华人民共和国政治人物，二级大法官，曾任中共日照市委书记，山东省高级人民法院院长，第八、十届全国人大代表。